# Dzsódhpur
Dzsódhpur város India északnyugati részén, Rádzsasztán szövetségi államban. Lakossága 1,42 millió fő.
Dzsódhpur Delhitől mintegy 600 km-re délnyugatra a Thár-sivatag szélén terül el. Korábban a dzsodhpuri fejedelemség fővárosa volt, s első maharadzsája, Ráo Dzsodha alapította 1459-ben, akiről a város a nevét kapta. A kereskedelmi útvonalon stratégiai helyet foglalt el és vált kereskedelmi központtá. Ma Rádzsasztán 2. legnagyobb városa. 

## Galéria

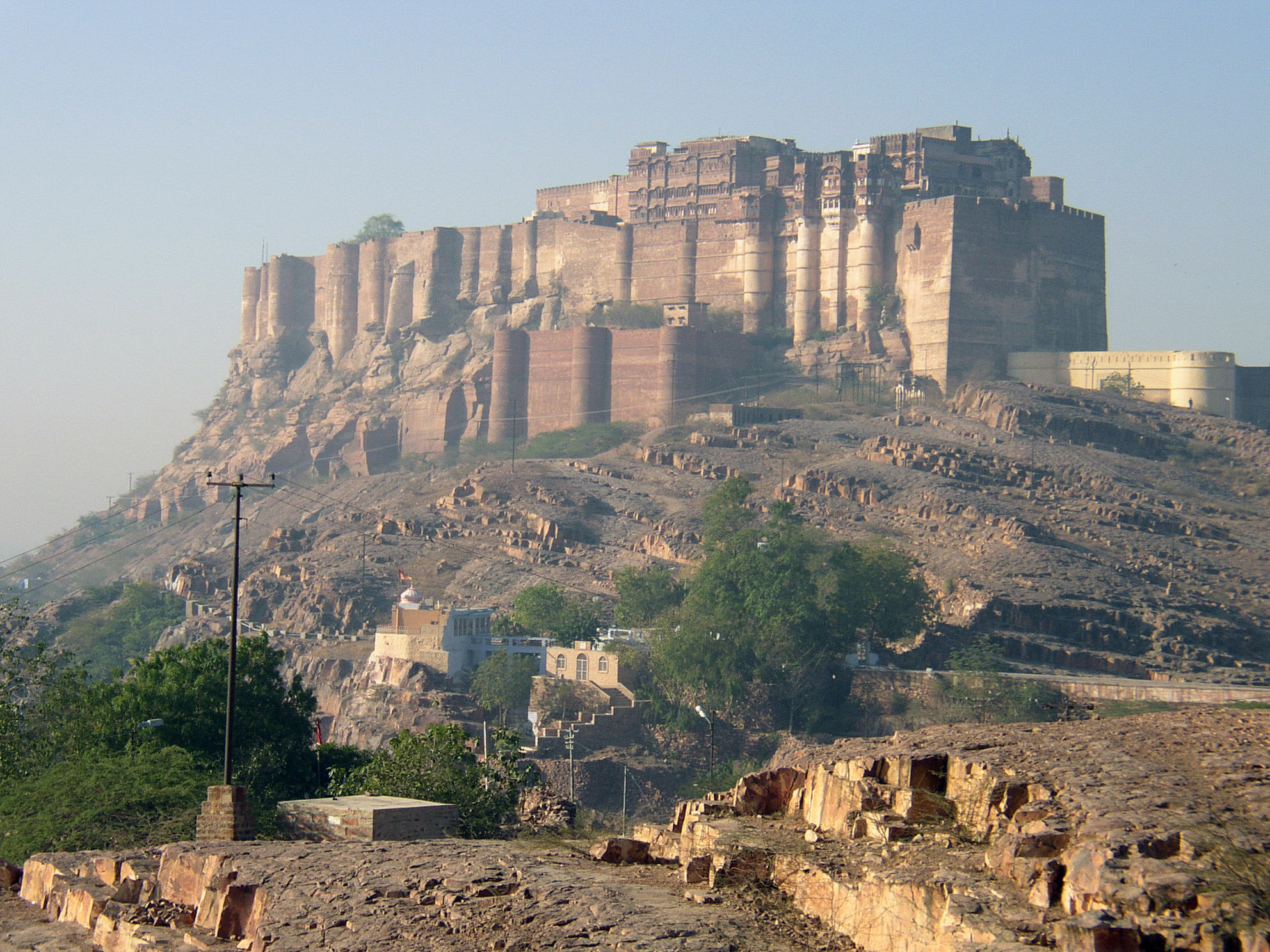
Méhrángarh-erőd
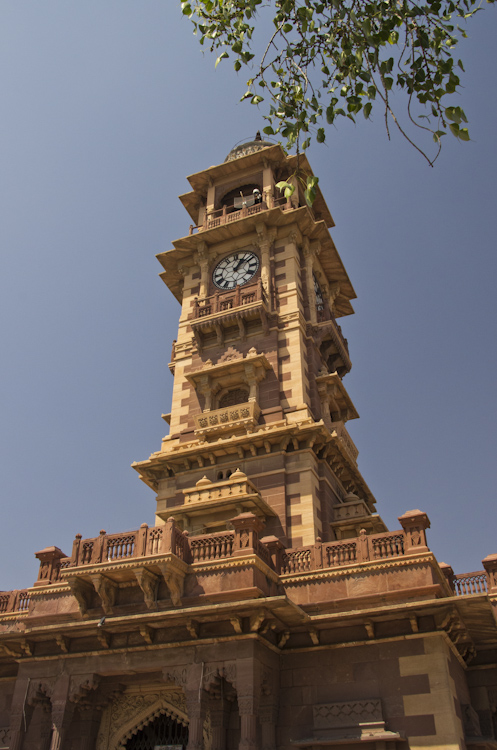
Óratorony
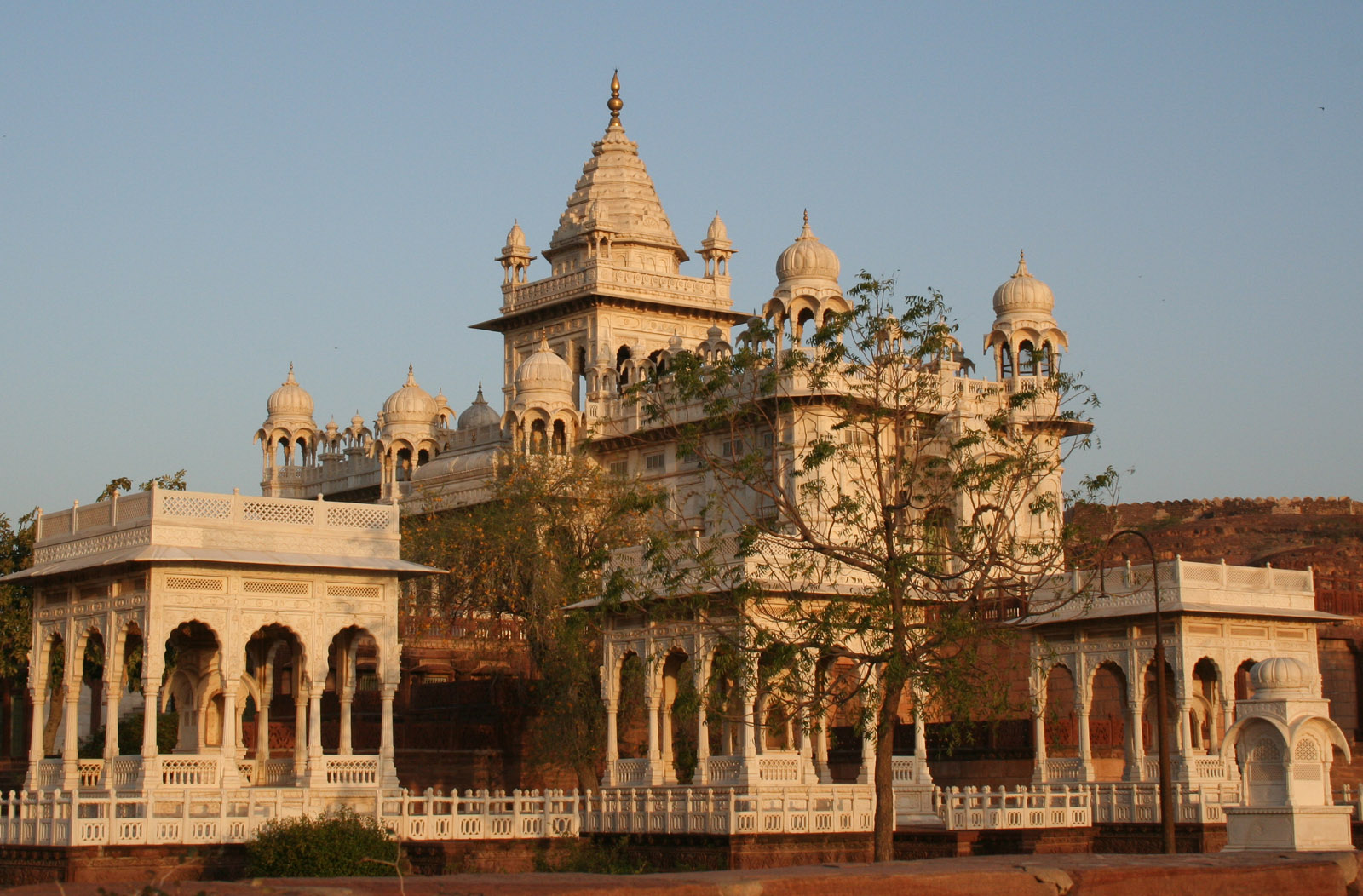
Dzsaszvant Thada
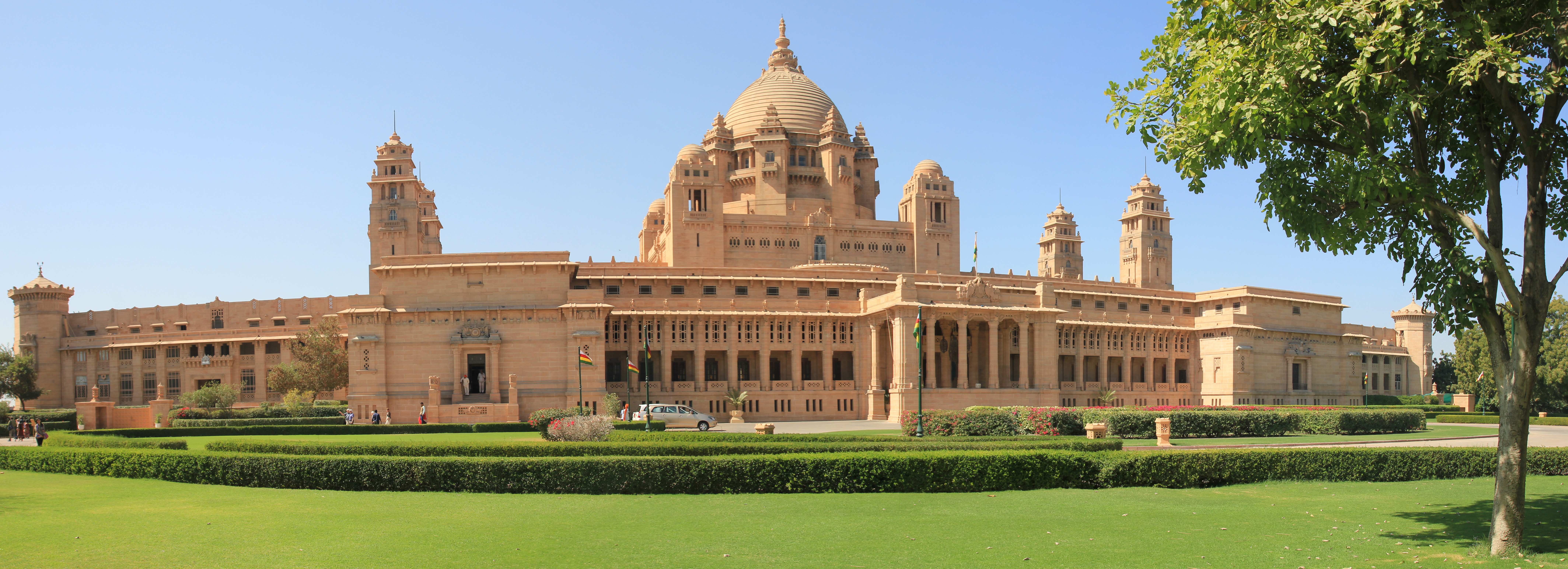
Umméd Bhavan palota